# カリン・スローター
カリン・スローター（Karin Slaughter、1971年1月6日 - ）は、アメリカ合衆国の推理作家。ジョージア州南部の小さな町に生まれ、現在はアトランタ在住。
処女作『開かれた瞳孔』（原題：Blindsighted ）は約30言語に翻訳され、英国推理作家協会が優れた新人作家に贈るジョン・クリーシー・ダガー賞の最終候補に残るなど世界的なベストセラーとなった。著作は32か国語に翻訳され、売り上げは3000万部以上に上る。
ウィル・トレント・シリーズの第2作『砕かれた少女』（原題：Fractured ）は、イギリス、オランダで第1位に、オーストラリアではアダルト・フィクション部門で第1位になったほか、"Faithless" はドイツで第1位になった。
ディカーブ郡の公立図書館のためになる「図書館を守ろう」というイベントに参加している。

## 作品リスト
主な執筆シリーズは、小児科医で検死官のサラ・リントンが主人公のグラント郡シリーズと、ジョージア州捜査局のウィル・トレントが主人公のシリーズ（別名はアトランタ・シリーズ）の2つである。2009年、『ハンティング』（原題：Undone ）で2シリーズをクロスオーバーさせた。ウィル・トレントらがアトランタで起こった事件をサラ・リントンと追うというストーリーで、翌2010年に上梓した『サイレント』（原題：Broken ）はサラ・リントンがグラント郡でウィル・トレントと活躍する作品である。

### グラント郡 (Grant County) シリーズ
作品の舞台は、ジョージア州の架空の町、グラント郡ハーツデール (Heartsdale) で、主な語り手は小児科医でパートタイムの検死官サラ・リントン、サラの前夫の警察官ジェフリー・トリバー、ジェフリーの部下のレナ・アダムス警部の3人である。作品は2007年の"Beyond Reach" が最新作である。
| # | 邦題         | 原題              | 刊行年 | 刊行年月   | 訳者       | 出版社                                     |
| - | ------------ | ----------------- | ------ | ---------- | ---------- | ------------------------------------------ |
| 1 | 開かれた瞳孔 | Blindsighted      | 2001年 | 2002年10月 | 大槻寿美枝 | 早川書房                                   |
| 2 | ざわめく傷痕 | Kisscut           | 2002年 | 2020年12月 | 田辺千幸   | ハーパーコリンズジャパン 〈ハーパーBOOKS〉 |
| 3 | 凍てついた痣 | A Faint Cold Fear | 2003年 | 2021年12月 | 田辺千幸   | ハーパーコリンズジャパン 〈ハーパーBOOKS〉 |
| 4 |              | Indelible         | 2004年 |            |            |                                            |
| 5 |              | Faithless         | 2005年 |            |            |                                            |
| 6 |              | Beyond Reach      | 2007年 |            |            |                                            |

### ウィル・トレント (Will Trent) シリーズ
主人公は、アトランタのジョージア州捜査局の特別捜査官ウィル・トレントとウィルのパートナー、フェイス・ミッチェルである。
| #  | 邦題              | 原題                | 刊行年 | 刊行年月   | 訳者     | 出版社                                     | 備考           |
| -- | ----------------- | ------------------- | ------ | ---------- | -------- | ------------------------------------------ | -------------- |
| 1  | 三連の殺意        | Triptych            | 2006年 | 2016年02月 | 多田桃子 | オークラ出版 〈マグノリアブックス〉        |                |
| 2  | 砕かれた少女      | Fractured           | 2008年 | 2017年04月 | 多田桃子 | オークラ出版 〈マグノリアブックス〉        |                |
| 3  | ハンティング      | Undone              | 2009年 | 2017年01月 | 鈴木美朋 | ハーパーコリンズジャパン 〈ハーパーBOOKS〉 |                |
| 4  | サイレント        | Broken              | 2010年 | 2017年06月 | 田辺千幸 | ハーパーコリンズジャパン 〈ハーパーBOOKS〉 |                |
| 5  | 血のペナルティ    | Fallen              | 2011年 | 2017年12月 | 鈴木美朋 | ハーパーコリンズジャパン 〈ハーパーBOOKS〉 |                |
| 6  |                   | Snatched            | 2012年 |            |          |                                            | 電子書籍、中編 |
| 7  | 罪人のカルマ      | Criminal            | 2012年 | 2018年06月 | 田辺千幸 | ハーパーコリンズジャパン 〈ハーパーBOOKS〉 |                |
| 8  |                   | Busted              | 2013年 |            |          |                                            | 電子書籍、中編 |
| 9  | ブラック&ホワイト | Unseen              | 2013年 | 2019年06月 | 鈴木美朋 | ハーパーコリンズジャパン 〈ハーパーBOOKS〉 |                |
| 10 | 贖いのリミット    | The Kept Woman      | 2016年 | 2019年12月 | 田辺千幸 | ハーパーコリンズジャパン 〈ハーパーBOOKS〉 |                |
| 11 | 破滅のループ      | The Last Widow      | 2019年 | 2020年06月 | 鈴木美朋 | ハーパーコリンズジャパン 〈ハーパーBOOKS〉 |                |
| 12 | スクリーム        | The Silent Wife     | 2020年 | 2021年06月 | 鈴木美朋 | ハーパーコリンズジャパン 〈ハーパーBOOKS〉 |                |
| 13 | 暗闇のサラ        | After That Night    | 2023年 | 2023年12月 | 鈴木美朋 | ハーパーコリンズジャパン 〈ハーパーBOOKS〉 |                |
| 14 | 報いのウィル      | This is Why We Lied | 2024年 | 2024年12月 | 田辺千幸 | ハーパーコリンズジャパン 〈ハーパーBOOKS〉 |                |

### その他
| 邦題               | 原題                   | 刊行年 | 刊行年月   | 訳者     | 出版社                                     | 備考                                           |
| ------------------ | ---------------------- | ------ | ---------- | -------- | ------------------------------------------ | ---------------------------------------------- |
|                    | Like A Charm           | 2004年 |            |          |                                            | アンソロジー、編者兼任                         |
|                    | Martin Misunderstood   | 2008年 |            |          |                                            |                                                |
|                    | Thorn in My Side       | 2011年 |            |          |                                            | 電子書籍、中編                                 |
| 警官の街           | Cop Town               | 2014年 | 2016年01月 | 出水純   | オークラ出版 〈マグノリアブックス〉        |                                                |
| 彼女が消えた日     | Blonde Hair, Blue Eyes | 2015年 | 2015年11月 | 堤朝子   | ハーパーコリンズジャパン 〈ハーパーBOOKS〉 | Kindleで配信、『プリティ・ガールズ』の前日譚。 |
| プリティ・ガールズ | Pretty Girls           | 2015年 | 2015年12月 | 堤朝子   | ハーパーコリンズジャパン 〈ハーパーBOOKS〉 |                                                |
|                    | Last Breath            | 2017年 |            |          |                                            | 『グッド・ドーター』の前日譚。                 |
| グッド・ドーター   | The Good Daughter      | 2017年 | 2020年 9月 | 田辺千幸 | ハーパーコリンズジャパン 〈ハーパーBOOKS〉 |                                                |
| 彼女のかけら       | Pieces of Her          | 2018年 | 2018年12月 | 鈴木美朋 | ハーパーコリンズジャパン 〈ハーパーBOOKS〉 | 2022年にNetflixにてドラマ化。                  |
| 偽りの眼           | False Witness          | 2021年 | 2022年6月  | 鈴木美朋 | ハーパーコリンズジャパン 〈ハーパーBOOKS〉 |                                                |
| 忘れられた少女     | Girl, Forgotten        | 2022年 | 2023年1月  | 田辺千幸 | ハーパーコリンズジャパン 〈ハーパーBOOKS〉 | 『彼女のかけら』の続編。                       |